# عهد (مسلسل)
عهد (بالإنجليزية: Reign) مسلسل أمريكي. يتابع قصة ماري ستيوارت وهي تعيش في فرنسا. من إعداد ستيفاني سينغوبتا ولوري مكارثي. يعرض على قناة CW منذ 17 أكتوبر، 2013. يظهر في بطولة المسلسل ممثلين أستراليون، كنديون، بريطانيون ونيوزيلنديون.
في 13 فبراير، 2014، جدد قناة CW المسلسل لموسم ثاني، بدأ عرضهُ في 2 أكتوبر، 2014. في 11 يناير، 2015، جدد المسلسل لموسم ثالث عرض في 9 أكتوبر، 2015، في 11 مارس، 2016، جدد المسلسل لموسم رابع.

## الحلقات

### نظرة عامة
| الموسم | الحلقات | الحلقات | الأصلي         | الأصلي        |
| الموسم | الحلقات | الحلقات | الأول          | الأخير        |
| ------ | ------- | ------- | -------------- | ------------- |
| 1      | 22      | 22      | 17 أكتوبر 2013 | 15 مايو 2014  |
| 2      | 22      | 22      | 2 أكتوبر 2014  | 14 مايو 2015  |
| 3      | 18      | 18      | 9 أكتوبر 2015  | 20 يونيو 2016 |
| 4      | 16      | 16      | 10 فبراير 2017 | 16 يونيو 2017 |

## وصلات خارجية
- الموقع الرسمي
- عهد على موقع IMDb (الإنجليزية)
- عهد على موقع ميتاكريتيك (الإنجليزية)
- عهد على موقع روتن توميتوز (الإنجليزية)
- عهد على موقع نتفليكس (الإنجليزية)
- عهد على موقع كينوبويسك (الروسية)
- عهد على موقع ألو سيني (الفرنسية)
- عهد على موقع قاعدة بيانات الفيلم (الإنجليزية)